# 喀卓人

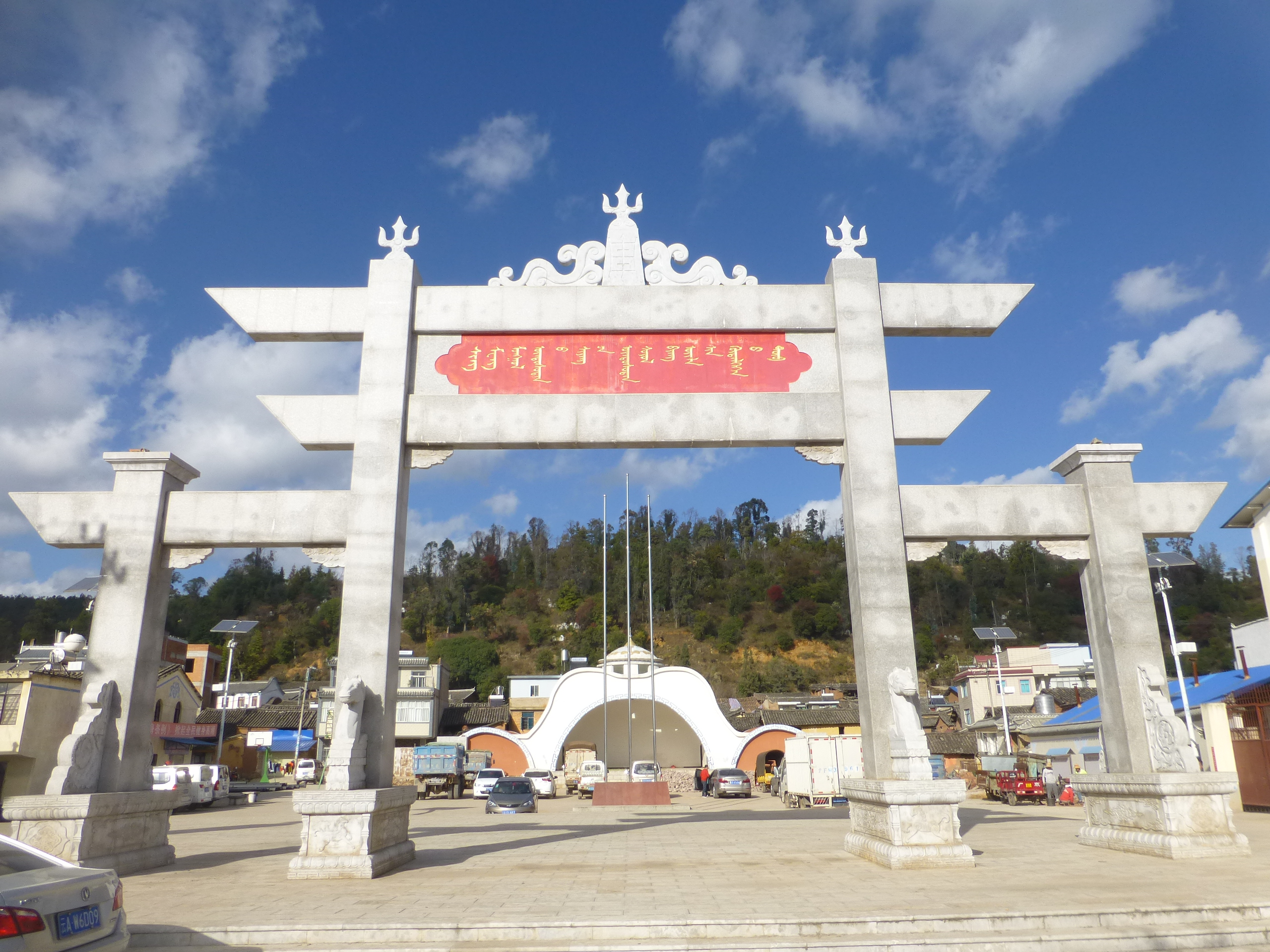
云南省通海县兴蒙蒙古族乡运动中心

喀卓人又译卡卓人，俗称云南蒙古族，是中国云南玉溪通海县的一支蒙古民族支系，人口主要集中在兴蒙蒙古族乡。
13世纪时，蒙古可汗蒙哥在位时发兵大理国（今中国云南），忽必烈建国后则正式将云南并入元朝版图。云南随即成为元梁王属地，也是蒙元出兵中南半岛的地方。喀卓人先人即为13世纪蒙古军队征战至云南时所留下的基层官兵。在1391年明朝軍隊在白水江打敗元梁王把匝剌瓦爾密的軍隊，而手下的蒙古兵無法返回漠北，只好留在當地。
中华人民共和国政府将卡卓人认定为蒙古族，人口约13000人。云南多年的生活使得这支蒙古族的文化风俗与当地民族融合，形成独特的卡卓文化。通用卡卓语，一种白语和彝语的混合语言，但保留少量蒙古语词汇。在80年代初，村里的老人派代表團到內蒙古重新了解他們久違的蒙古文化，並重拾摔跤等運動。